# Eusebi Isern i Dalmau
Eusebi Isern i Dalmau (Banyoles, 5 de juny de 1896 - Barcelona, 1 de desembre de 1981) va ser un prosista, poeta, advocat, empresari, mecenes, activista polític i dinamitzador cultural.

## Biografia
Va estudiar batxillerat a l'Institut d'Ensenyament Secundari de Girona. Es llicencià en Dret a la Universitat Central de Madrid i s'especialitzà en Dret Mercantil. Passà a residir a Barcelona on desplegaria la seva activitat professional. Fou degà del Col·legi d'Advocats de Barcelona. També va conrear una remarcable activitat en el camp literari.
La seva obra va ser fonamentalment prosa però també poesia. Va col·laborar en revistes literàries i com a editor, va fundar i dirigir la revista Ofrena. Aquesta revista s'adreçava a fomentar i dignificar l'ús del català i en va ser el primer director entre 1916 i 1918. Aquest darrer any publicà Sol de posta, el 1920 obtingué el premi de prosa als Jocs Florals de Barcelona, L'any següent publicava Solada de contes i el 1925 Tres rondalles de poble. També col·laborà a les revistes com La Publicitat, El Camí i D’ací i d’allà. L'interès de la seva obra el portà, el 1926, a editar a París una antologia de la seva obra literària titulada , A l’ombre des oliviers, (Croquis de l'Empordà), traduïda per Luce Meyer Pel seu estil, en Domènec Guansé va considerar que Isern Dalmau havia contribuït a crear la novel·la catalana.
Eusebi Isern, al costat d'un nucli d'estudiosos i escriptors, portà a terme una de les iniciatives de cultura i en català més remarcables de la Catalunya de la Segona República en pau: La Biblioteca Catalana d'Autors Independents (BCAI). Una col·lecció de llibres de butxaca a la manera d'altres col·leccions europees semblants mirant de posar a l'abast d'un públic ampli un ventall de qüestions socialment rellevants. Malgrat que la Guerra Civil estroncà el programa de publicacions, es publicaren: Madrid. L’adveniment de la República, de Josep Pla; Fènix o l’esperit de renaixença, de Joan Estelrich; Política fiscal de la República, de Isern i Dalmau; Per Catalunya. Contra una antologia escolar, de Domènec Guansé o Catalunya, poble decadent, de Josep Anton Vandellòs; Viatge a Catalunya de Josep Pla; L’aportació de l’occident català a l’obra de la Renaixença de Ramon Xuriguera i Anecdotari d’en Francesc Pujols, de Miquel Utrillo. També conté un volum on s'analitzen els objectius i les realitzacions d'aquesta col·lecció L'obra de la BCAI. Tres conferències, de Tomàs Roig i Llop, Salvi Valentí i Ernest Albert i Galter.
Eusebi Isern va presidir l'Ateneu Empordanès de Barcelona. Josep Pla l'inclou en la seva obra als seus Retrats de passaport. Va participar en els Jocs Florals de Santa Coloma de l'any 1922.
Convençut del paper de la política com eina de progrés social simpatitzà amb Acció Catalana (1931) i posteriorment col·laborà amb Esquerra Republicana. El 1932 participà en la ponència sobre la futura organització judicial de Catalunya, a petició del Departament de Justícia de la Generalitat.
Després dels fets de l'octubre de 1934 va defensar diversos polítics processats. Va assumir la defensa de Miquel Santaló que fou sotmès a consell de guerra, el gener de l'any 1935. aconseguint la seva absolució.
Durant la Guerra Civil deixà tota activitat i residí amb la família a Peratallada. Finida la guerra li calgué assumir la seva pròpia defensa davant del Tribunal de Responsabilitats Polítiques, sobreseient-se la causa. També gestionà la llibertat d'un grup de banyolins presos a Girona. Com a advocat del consolat de França, gestionà la situació de ciutadans francesos que estaven en perill durant els anys de la Segona Guerra Mundial. En reconeixement d'aquests fets el 1947 va rebre la Légion d'Honneur de la República Francesa i la Creu de Bronze de la Creu Roja francesa.
Als anys quaranta i cinquanta del segle XX compaginà la seva labor jurídica amb la presidència i direcció de destacades empreses mercantils i financeres.
Isern va ser, també, un gran amant de l'art. Especialment de la pintura. Aplegà una important pinacoteca iniciada el 1927 amb un quadre del pintor banyolí Manuel Pigem. Una passió que compartia amb la seva muller Assumpció Delclós. Al final de la seva vida la seva col·lecció aplegava unes cinc-centes peces ben representatives de l'evolució l'art català del seu temps. Des de Ramon Martí Alsina i Joaquim Vayreda a Montserrat Gudiol, Isabel Cid o Manuel Castro Mellado, entre d'altres, També reuní un destacat conjunt escultòric. Sovint cedí les seves obres per a exposicions públiques.

## Obres
- A l'ombre des oliviers: croquis de l'Empordà
- El bes a la mà
- El Pecat de la novícia i altres contes
- Política fiscal de la República
- Recull de tres llibres breus: d'abans i d'ara
- Solada de contes Edicions catalanes. Barcelona 1984 ISBN 84-8594650-2
- Sol de posta. Publicada per primera vegada l'any 1918 i reeditada l'any 1922.
- Tres rondalles de poble (1925) (38 p.), Barcelona, Editorial Poliglota - Edicions Nausica, 1923.